# November 1979
Portal Geschichte | Portal Biografien | Aktuelle Ereignisse | Jahreskalender | Tagesartikel

◄ |
19. Jahrhundert |
20. Jahrhundert
| 21. Jahrhundert

◄ |
1940er |
1950er |
1960er |
1970er
| 1980er | 1990er | 2000er | ►

◄ |
1975 |
1976 |
1977 |
1978 |
1979
| 1980 | 1981 | 1982 | 1983 | ►

◄ |
August 1979 |
September 1979 |
Oktober 1979 |
November 1979 |
Dezember 1979 |
Januar 1980 |
Februar 1980 |
►
Dieser Artikel behandelt aktuelle Nachrichten und Ereignisse im November 1979.

## Tagesgeschehen

### Donnerstag, 1. November 1979
- Bonn/Deutschland: Der Erste Bürgermeister von Hamburg Hans-Ulrich Klose (SPD) tritt sein Amt als Präsident des Bundesrates an.[1]

### Sonntag, 4. November 1979

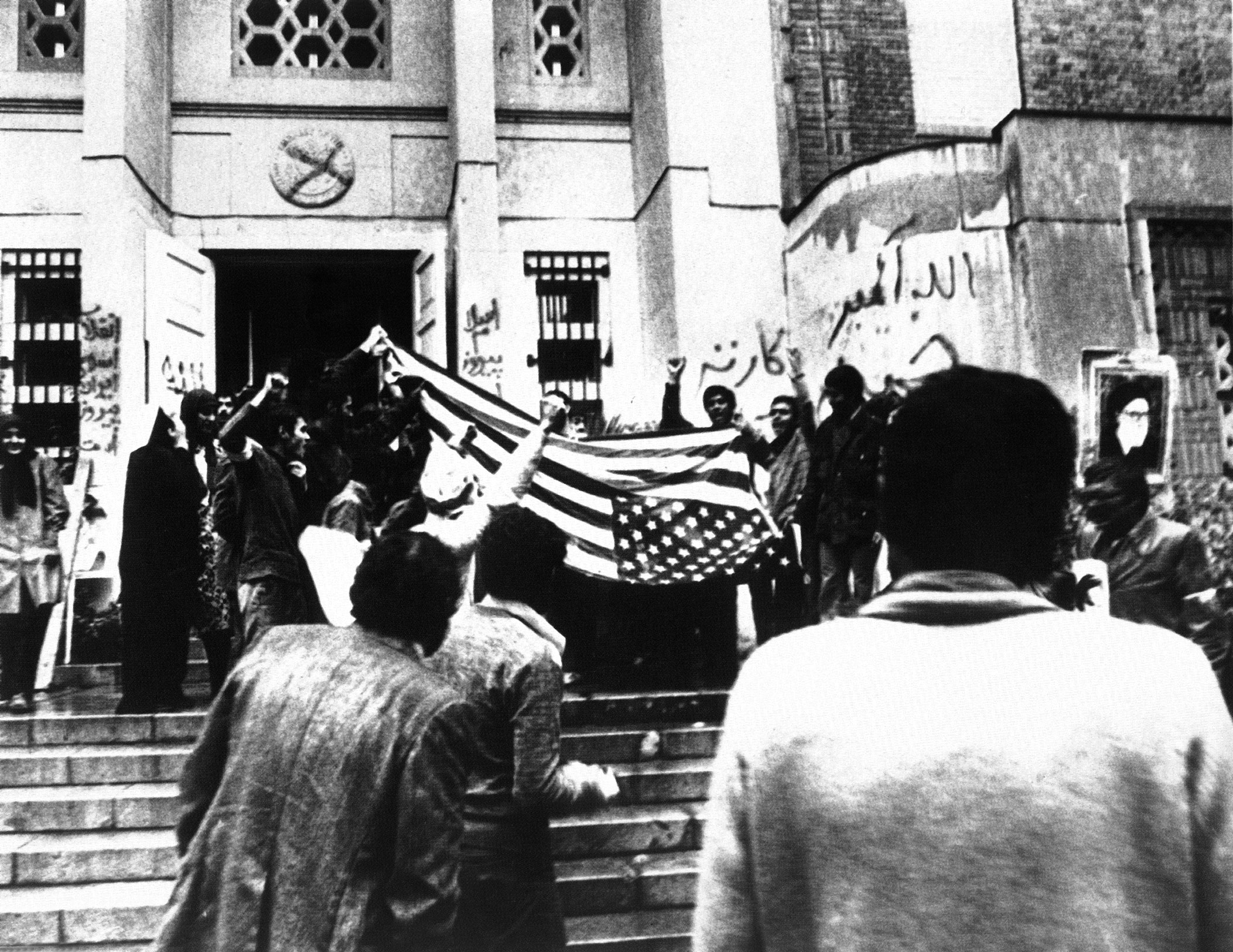
Szene vor der US-Botschaft in Teheran

- Teheran/Iran: Motiviert von der Umwandlung ihres Heimatlands in eine Islamische Republik seit Februar dieses Jahres stürmen 400 Studenten die Botschaft der Vereinigten Staaten und nehmen Geiseln. Die Sicherheitsbehörden des Iran sind während des Vorgangs in der Nähe, aber sie reagieren nicht auf die Hilfegesuche aus der Botschaft. Sechs amerikanische Staatsbürger befinden sich auf der Flucht.[2]

### Montag, 5. November 1979
- Schiras, Täbris/Iran: Regierungsfreundliche Studenten besetzen die leerstehenden Konsulatsgebäude der Vereinigten Staaten in den Provinzen Fars und Ost-Aserbaidschan.[3]

### Samstag, 10. November 1979
- Mississauga/Kanada: Im Süden der Provinz Ontario explodiert ein mit Chemikalien beladener Güterzug. Dem Lokomotivführer gelingt es vor dem Unfall, 32 der 106 Waggons abzukoppeln und aus der Gefahrenzone zu bringen. Die Feuerwehr lässt die beschädigten Zugteile ausbrennen. Etwa 200.000 Menschen in der Region westlich von Toronto werden vorsorglich evakuiert.[4][5]

### Montag, 12. November 1979
- Ankara/Türkei: Nach dem Rücktritt des Ministerpräsidenten Bülent Ecevit im Oktober bildet dessen Amtsvorgänger Süleyman Demirel von der Gerechtigkeitspartei (AP) eine Minderheitsregierung, die nur aus AP-Politikern besteht. Seine beiden ehemaligen Regierungspartner, Nationale Heilspartei und Partei der Nationalistischen Bewegung, erklären sich dazu bereit, die Regierung zu stützen.[6]

### Dienstag, 13. November 1979

Smog in Kalifornien (1972)

- Genf/Schweiz: Führende Industrieländer unterzeichnen das Übereinkommen über weiträumige grenzüberschreitende Luftverunreinigung (Genfer Protokoll). Unter anderem verpflichten sich die Vereinigten Staaten, die Sowjetunion, Kanada und die EG-Staaten zur Luftreinhaltung durch den Abbau anthropogener Emissionen, insbesondere von Schwefel, Stickoxiden und Schwermetallen.[7]

### Mittwoch, 14. November 1979
- London/Vereinigtes Königreich: Die Erscheinungspause der Tageszeitung The Times endet nach elf Monaten und 15 Tagen. Die Thomson Organisation als Eigentümerin verbucht durch den Verzicht auf die Produktion der Zeitung einen Verlust von circa 30 Millionen Pfund Sterling. Die Pause war Folge eines Streits zwischen dem Management der Times und den Gewerkschaften der Drucker, die eine gewünschte Intensivierung der Automatisierung ablehnten.[8]

### Samstag, 17. November 1979
- Managua/Nicaragua: Die neue Regierungskoalition aus Frente Sandinista de Liberación Nacional, die am 19. Juli Diktator Anastasio Somoza Debayle entmachtete, sowie bürgerlichen Kräften erhält die Unterstützung der nationalen Bischofskonferenz, die zu einem „christlichen Engagement für ein neues Nicaragua“ aufruft.[9]

### Montag, 19. November 1979
- Paris/Frankreich: Der Reiseführer Guide Michelin vergibt zum ersten Mal drei Sterne und damit die Höchstwertung an ein Restaurant in Deutschland. Prämiert wird das Lokal „Aubergine“ in München, in dem sich Koch Eckart Witzigmann mit Wachtel, Ragout, Steinbutt sowie Rehrücken im entscheidenden Augenblick gut vorbereitet zeigte.[10]

### Dienstag, 20. November 1979

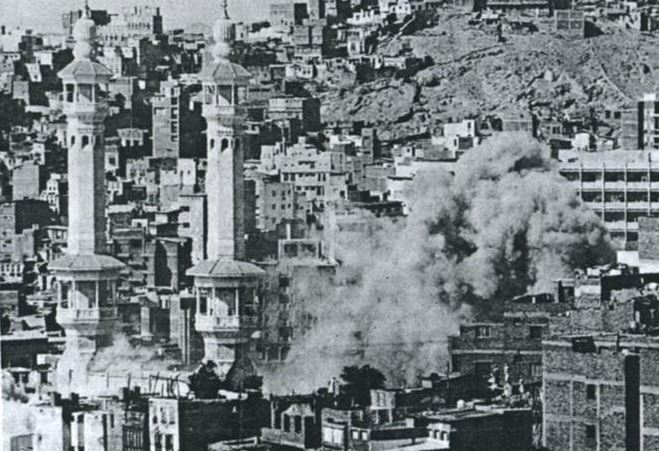
Rauch über der Großen Moschee in Mekka

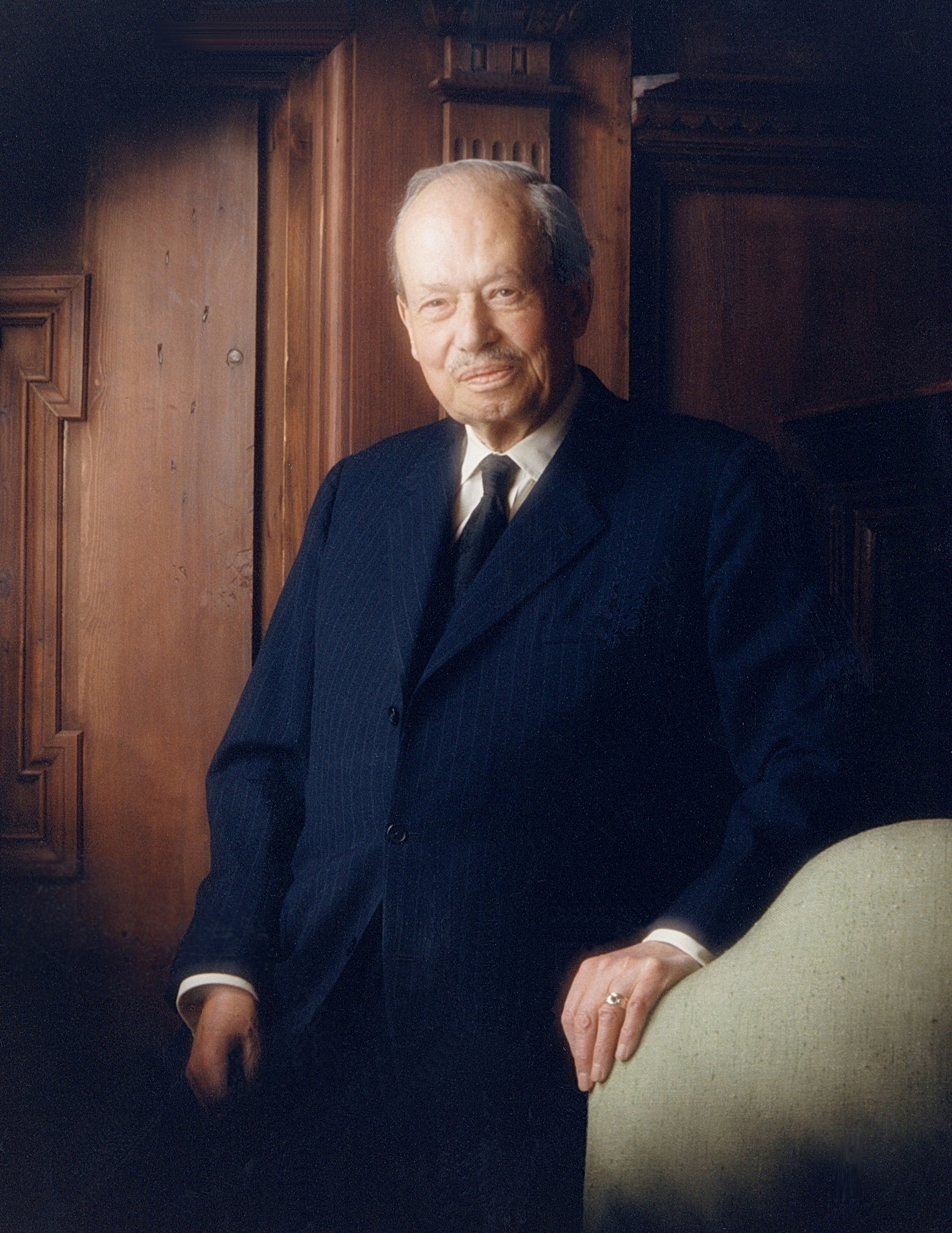
Franz Josef II.

- Mekka/Saudi-Arabien: Am Neujahrstag des Jahres 1400 nach dem Islamischen Kalender überfallen circa 500 bewaffnete Kämpfer unter Anführung des Predigers Dschuhaimān al-ʿUtaibī die Große Moschee, besetzen diese und nehmen auf dem Haddsch befindliche Pilger als Geiseln. Die Moschee wird umstellt und die Stromzufuhr gekappt. Danach lassen die islamisch radikalisierten Angreifer vereinzelt Geiseln frei.[11]
- Vaduz/Liechtenstein: Der regierende Fürst Franz Josef II. wandelt eine im November 1977 verhängte Todesstrafe in „15 Jahre schweren Kerker“ ab. Der Begnadigte ist ein Familienvater, der seine Frau und zwei seiner Kinder ums Leben brachte.  Die letzte Hinrichtung in Liechtenstein fand 1785 statt.[12][13]

### Samstag, 24. November 1979
- München/Deutschland: Im Euro-Industriepark wird erstmals ein Media Markt eröffnet. Nach einer aus den Vereinigten Staaten übernommenen Geschäftsidee werden Selbstabholern Artikel der Unterhaltungselektronik auf einer großzügig bemessenen Verkaufsfläche außerhalb der Innenstadt angeboten. In den nächsten Jahren soll Media Markt zu einer Handelskette ausgebaut werden.[14]

### Sonntag, 25. November 1979
- Ankara/Türkei: Die Große Nationalversammlung spricht sich für Süleyman Demirel als neuen Ministerpräsidenten aus. Demirel formte am 12. November eine Minderheitsregierung, für die neben den Abgeordneten seiner Gerechtigkeitspartei u. a. die Fraktionen der Nationalen Heilspartei und der Partei der Nationalistischen Bewegung votieren.[15]

### Montag, 26. November 1979
- Berlin/Deutschland: In der Cuvrystraße im Bezirk Kreuzberg besetzen Mitglieder der Bürgerinitiative „SO 36“ drei leerstehende Wohnungen in einem Altbau, für den weder ein Abriss noch eine Sanierung geplant ist. Sie nennen ihre Aktion eine „Instandbesetzung“, weil ihre Anwesenheit dem Gebäude seinen ursprünglichen Sinn zurückgebe.[16]
- Paris/Frankreich: Die vor elf Tagen gegründete Nichtregierungsorganisation Aktion gegen den Hunger erklärt erstmals der Öffentlichkeit ihre Ansätze zur Verminderung der weltweiten Zahl von Hungertoten.[17]

### Mittwoch, 28. November 1979
- Ross-Insel/Antarktik: Der Air-New-Zealand-Flug 901, ein Sightseeing-Flug in einem Flugzeug vom Typ McDonnell Douglas DC-10 um den Südpol herum, endet nach einem so genannten „Whiteout“, bei dem Wolken und schneebedecktes Terrain im Auge des Betrachters eine geschlossene weiße Fläche bilden, mit einem gesteuerten Flug ins Gelände. Beim Zusammenstoß mit dem 3795 m hohen Vulkan Mount Erebus sterben 257 Personen. Es gibt keine Überlebenden.[18]

### Donnerstag, 29. November 1979
- Den Haag/Niederlande: Die Vereinigten Staaten reichen vor dem Internationalen Gerichtshof Klage gegen den Iran ein, dieser habe den völkerrechtlich verpflichtenden Schutz von Staatsbürgern sowie von Eigentum der Vereinigten Staaten bei der Geiselnahme von Teheran am 4. November unterlassen.[19]

### Freitag, 30. November 1979
- New York/Vereinigte Staaten: Der Sicherheitsrat der Vereinten Nationen (UN) verlängert in seiner Resolution 456 das Mandat des UN-Truppenkontingents für die Truppenentflechtung auf den Golanhöhen um sechs Monate. Mit seiner Resolution 350 beschloss der Sicherheitsrat im Mai 1974, eine Vereinbarung zwischen Israel und Syrien über die Truppentrennung in dem israelisch besetzten Gebiet von einer Beobachtermission überwachen zu lassen.[20]
- New York/Vereinigte Staaten: Der einst größte Ausrichter von Box-Wettkämpfen und älteste Boxverband der Welt NYSAC führt 59 Jahre nach seiner Gründung keinen Weltmeister mehr, nachdem Wilfred Benitez aus Puerto Rico seinen WM-Titel im Weltergewicht des Verbands WBC an den Amerikaner Sugar Ray Leonard verliert und sein NYSAC-Weltmeistertitel nicht an den Sieger übergeht.[21]